# Coalición Juntos por el Bien de Todos
La Coalición Juntos por el Bien de Todos fue una coalición de partidos políticos en México que aprobó el Instituto Estatal Electoral de Nayarit, para su participación en el proceso electoral local de 2008. Esta coalición, se integraba de los siguientes partidos políticos:
- Partido de la Revolución Democrática
- Partido Verde Ecologista de México

Obtuvo cuatro municipios del Estado de Nayarit y dos diputados locales. Una vez culminado el proceso electoral local de Nayarit de 2008, desapareció.

## Antecedentes
El 16 de mayo de 2008, el presidente del Consejo Local Electoral del Instituto Estatal Electoral de Nayarit, le tomó la protesta de ley al Representante Propietario de la Coalición Juntos por el Bien de Todos.

## Resultados
Municipios:
- Huajicori
- Acaponeta
- Tecuala
- Rosamorada

Distritos electorales:
- XVII, y;
- XVIII